# 光辉夏威夷树蜗
光辉夏威夷树蜗（学名：Achatinella fulgens）是一种肺螺类陆地蜗牛，属于小玛瑙螺科，该物种是夏威夷的特有种。